# Len Taylor
Pour les articles homonymes, voir Taylor.
Leonard William "Len" Taylor (né le 16 janvier 1952) est journaliste et un homme politique provincial et fédéral canadien de la Saskatchewan.
Il représente la circonscription fédérale de The Battlefords—Meadow Lake à titre de député du Nouveau Parti démocratique du Canada de 1988 à 1997 et la circonscription provinciale de The Battlefords à titre de député du Nouveau Parti démocratique de la Saskatchewan de 2003 à 2011.

## Biographie
Né à North Battleford en Saskatchewan, Taylor travaille comme journaliste avant d'être élu au Parlement du Canada en 1988. Réélu en 1993, il sert comme leader néo-démocrate en chambre de 1994 à 1996. Il est défait dans Battlefords—Lloydminster en 1997.
De 2000 à 2003, il siège au conseil municipal de North Battleford.
Élu à l'Assemblée législative de la Saskatchewan en 2003, il occupe la fonction de ministre des Relations gouvernementales à la suite de l'élection. Nommé ministre de la Santé en février 2006, il servait précédemment comme leader du gouvernement. Réélu en 2007, il est relégué à un rôle de député de l'opposition jusqu'à sa défaite en 2011.